# Akwa Akpa

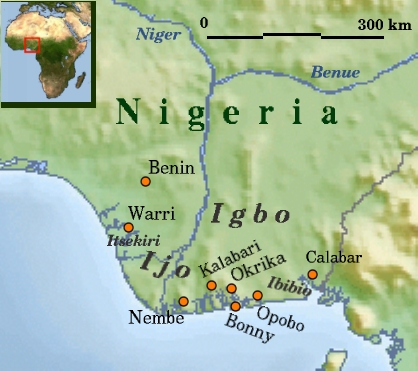
Mapa de la zona del Golf de Biafra

Akwa Akpa, conegut pels colonitzadors europeus com Old Calabar o Duke Town és un estat tradicional efik que existeix des del segle xix al sud-est de l'actual Nigèria. Tot i que avui en dia forma part de l'estat de Nigèria, encara es reconeixen els seus caps tradicionals. Akwa Akpa estava on en l'actualitat hi ha la ciutat de Calabar.

## Orígens i societat
Els efiks són un subgrup dels ibibios. La seva llengua, l'efik és del subgrup Obolo de la família lingüística de Níger-Congo. Van esdevenir un poder en el Golf de Benin a principis del segle xviii quan les famílies Duke i Eyamba n'eren els seus líders. Es van assentar en ciutats fortificades i vivien de la pesca i l'agricultura. Els assentaments més grans eren Ikot Itunko, Obutong i Iboku Atapka que els britànics van anomenar Creek Town, Old Town i Duke Town al segle xix.

## Religió
Segons la religió tradicional efik Abasi és el creador de l'univers. Una tradició afirma que la dona d'Abasi, Atai el va persuadir que li deixés dos dels seus fills, un fill i una filla, assentats a la terra. Aquests no podien tenir descendència, però van obeir aquesta ordre i van esdevenir els ancestres dels efiks. Una altra tradició diu que Abasi va crear dues persones que no podien tenir fills però que també el van desobeir i Anasi els va castigar introduint la mort a la terra.
Alguns ekips van formar la societat secreta Ekpe. Els membres d'aquesta societat feien objectes detallats amb fusta, màscares i treballs artístics complexes.

## Comerç d'esclaus
L'explorador portuguès Diogo Cao va anomenar la costa d'aquesta zona amb el nom de Calabar. No es coneix l'origen del nom, però aquest no era utilitat pels efiks. Akwa Akpa fou fundada per famílies efiks que van abandonar Creek Town i es van assentar a la riba est del riu Calabar, en un lloc on podien dominar el comerç d'esclaus i aviat va esdevenir el poder més important de la regió. Akwa Akpa, coneguda com a Duke Town pels anglesos, va esdevenir un dels centres més importants del comerç d'esclaus atlàntic.
El principal poble que fou objecte de les captures per a esdevenir esclaus van ser els igbos tot i que no eren la comunitat humana més important de la zona. La majoria dels vaixells esclavistes eren anglesos; el 85% eren de mercaders de Bristol i Liverpool.

## Història posterior

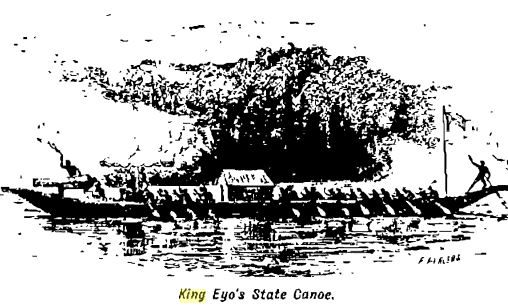
Il·lustració de Calabar and Its Mission (1890) de Hugh Goldie

Els britànics van abolir l'esclavitud per decret el 1808 i el 1833 l'esclavitud fou prohibida a tots els territoris de l'Imperi Britànic, però els comerciants d'esclaus d'altres nacions van continuar comprant esclaus a Calabar fins al 1842. A aquest any, el rei Eyamba V de Duke Town i el rei Eyo de Creek Town van acordar de deixar de comerciar amb esclaus. Llavors, el gra i l'oli de palma van passar a ser els principals productes d'exportació.
El 1846 s'estableix una missió cristiana de l'Església Presbiteriana entre Duke Town i Henshaw town amb el suport del rei Eyo. Aquesta missió fou liderada per Hugh Goldie, que va escriure sobre Calabar en el seu llibre de 1890, Calabar and its Mission. Aquest mateix any els caps de Calabar van demanar protecció als britànics. Aquests els van dir que els tractarien favorablement si abandonaven les seves pràctiques de sacrificis humans. En aquella època era comú que les dones i els esclaus d'un home eren sacrificats quan aquest moria.
El 1847 mor el rei Eyamba i es proposa que el rei Eyo esdevingui l'únic governant amb la col·laboració dels britànics. Però els líders de Duke Town no hi hvan estar d'acord i van triar a Archibong Duke com el seu nou rei. El 1850 els dos reis van acordar suprimir el sacrifici humà. La influència britànic augmentava i van acceptar el cristianisme. El 1884 els caps d'Akwa Akpa es van posar sota la protecció britànica. El 1878 el nou rei Archibong III de Calabar fou coronat rei de Calabar amb les insígnies reials enviades directament per la reina Victòria del Regne Unit. Entre el 1884 i el 1906, Old Calabar fou la seu del Protectorat de la Costa de Níger. Actualment es diu Calabar i va ser un dels ports més importants de la regió fins que va arribar el ferrocarril a Port Harcourt.

## Caps tradicionals
Els caps tradicionals de la ciutat estat foren:
- Ekpenyong Offiong Okoho (1786–1805)
- Ekpenyong Effiom Okoho Eyamba III (1805–1814)
- Effiom Edem Ekpo Effiom I Eyamba IV (1814–1834)
- Edem Ekpenyong Offiong Okoho Eyamba V (1834–1847)
- Effiom Okoho Asibong I Ekpo Minika (Maig 1849 - Febrer 1852)
- Ededem Effiom II (Abril 1852 - Agost 1858)
- Eyo Asibong II (Març 1859 - Agost 1872)
- Edem Asibong III Eyamba VIII (1872 - Maig 1879)
- Orok Edem Eyamba IX (1880–1896)

### Últims Obongs
El 1908 els britànics van acordar amb els reis efiks que ells no utilitzarien el títol de rei (Edidem) però que continuarien com caps titulars amb el títol d'Obong de Calabar.
- Obong Edem Effiom Edem (Gener 1903 - 1906)
- Obong Asibong IV
- Obong Asibong V (1956 -)

### Caps efiks
El desembre del 1970 es va acordar que hi hauria un únic cap que representaria el poble efik (i no dos, un de Creek Town i l'altre de Duke Town) i que aquest s'alternaria entre les dues comunitats.
- Edidem David James Henshaw V (1970–1973)
- Edidem Esien Ekpe Oku V (1973–1980)
- Edidem Bassey Eyo Ephraim Adam III (1980–1987)
- Edidem Otu Ekpenyong Effa IX (1987–1989)
- Edidem Boco Ene Mkpang Cobham V (1989–1999)[17]
- (vacant 1999 - 2001)[18]
- Edidem Nta Elijah Henshaw (2001–2004)[19]
- Edidem Bassey Ekpo Bassey II (2008 -)